# Política de visados de México
La visa mexicana es un documento que se expide por el Instituto Nacional de Migración o INM el cual es un órgano administrativo desconcertado dependiente de la Secretaría de Gobernación. 
Estas se tramitan en una embajada o consulado mexicano a cargo de la Secretaría de Relaciones Exteriores por personas que estén considerando viajar a México. En 2024, ciudadanos de 63 países pueden entrar a México sin la necesidad de tramitar visa, basta solo con el pasaporte y ciudadanos de tres países pueden tramitar su visa de forma electrónica.
El pago de derechos de Derecho de Visitante sin permiso para realizar actividades remuneradas o DNR a partir del 2022 es de $638 MXN. En el caso de los extranjeros que ingresan por vía aérea, el pago del DNR es realizado al momento de comprar el boleto de avión. El DNR no aplica a ingresos por vía terrestre con estancias menores a 7 días en la franja fronteriza.
Todos los viajeros que ingresen por vías terrestres deben obtener la Forma Migratoria Múltiple FMM expedida por el INM para presentar en distintos puntos al interior del país. Este trámite se puede hacer por internet a través de la página del INM. En el caso de los viajeros por vías aéreas la FMM impresa se está eliminando en algunos aeropuertos del país, como parte de una prueba piloto únicamente se sella el pasaporte del viajero, y el FMM es reemplazado por el registro de extranjeros en el Sistema Integral de Operación Migratoria sin Forma Migratoria Múltiple impresa.

## Mapa de Supresión de Visas

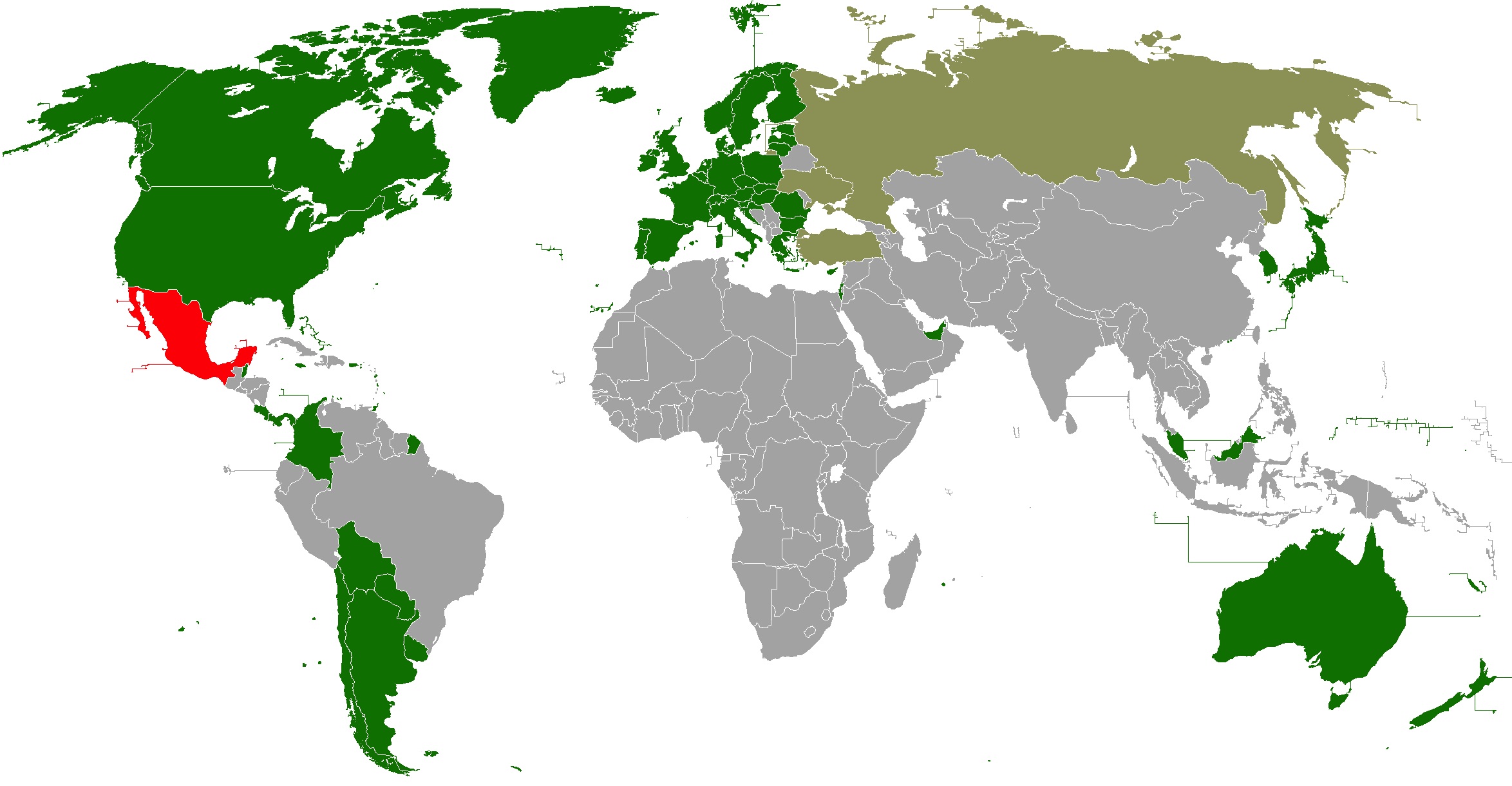
Sin necesidad de visa
Visa Electrónica
Visa obligatoria
México

## Supresión de visa
Las personas que entran a México por motivo de turismo o negocio pueden estar hasta 180 días y personas en tránsito por el país hasta 30 días. Los ciudadanos de los siguientes países pueden ingresar a México sin la necesidad de tramitar visa mexicana.
| - Países de la Unión Europea1 \| - Andorra - Argentina - Australia2 - Bahamas - Barbados - Belice - Bolivia - Canadá3 - Chile4 - Colombia5 - Corea del Sur - Costa Rica \| - Emiratos Árabes Unidos - Estados Unidos6 - Hong Kong - Islandia - Islas Marshall - Israel - Jamaica - Japón7 - Liechtenstein - Macao - Malasia - Micronesia, Estados Federados de \| - Mónaco - Noruega - Nueva Zelanda2 - Palau - Panamá - Paraguay - Reino Unido9 - San Marino - Singapur - Suiza - Trinidad y Tobago - Uruguay \| | | |
| - Andorra - Argentina - Australia2 - Bahamas - Barbados - Belice - Bolivia - Canadá3 - Chile4 - Colombia5 - Corea del Sur - Costa Rica | - Emiratos Árabes Unidos - Estados Unidos6 - Hong Kong - Islandia - Islas Marshall - Israel - Jamaica - Japón7 - Liechtenstein - Macao - Malasia - Micronesia, Estados Federados de | - Mónaco - Noruega - Nueva Zelanda2 - Palau - Panamá - Paraguay - Reino Unido9 - San Marino - Singapur - Suiza - Trinidad y Tobago - Uruguay |

Notas:
1. Incluye a residentes de Aruba, Curazao, y el Caribe Neerlandés; las regiones autónomas de las Islas Feroe y Groenlandia y los territorios franceses de ultramar.
2. Incluye a ciudadanos australianos y neozelandeses radicando en los territorios australianos y los territorios neozelandeses.
3. Incluye a aquellos con residencia permanente o visa de Canadá.
4. Incluye a aquellos con residencia permanente en Chile.
5. Incluye a aquellos con residencia permanente en Colombia.
6. Incluye a aquellos con Green Card (residencia permanente) o visa de Estados Unidos.
7. Incluye a aquellos con residencia permanente, permiso de reingreso permanente o visa de Japón.
8. Incluye a los ciudadanos británicos de Bermudas, Jersey, Guernsey, Islas Vírgenes Británicas, Isla de Man y el Territorio Británico del Océano Índico. También se incluye a aquellos con residencia permanente o visa del Reino Unido.

#### Excepción de Visa
También se exenta de trámite de visa a todos los extranjeros que cuenten con una visa válida para:
- Canadá
- Espacio de Schengen
- Estados Unidos
- Japón
- Reino Unido

O demuestren residencia permanente en alguno de los siguientes:
- Canadá
- Chile
- Colombia
- Espacio de Schengen
- Estados Unidos
- Japón
- Reino Unido

## Tránsito dentro de México
A partir del 22 de octubre de 2023, todos los viajeros extranjeros cuyo pasaporte de ciudadanía requiera visa para ingresar a México; debe obtener una visa de tránsito de una misión diplomática mexicana antes de abordar un vuelo a México, independientemente de si el viajero no ingresará a México. Las excepciones son para aquellos extranjeros que:
a) Portar un documento que acredite su residencia permanente en Canadá, Estados Unidos, Japón, Reino Unido, cualquiera de los países que integran el espacio Schengen, así como los países miembros de la Alianza del Pacífico.
b) Personas titulares de visa válida y vigente para Canadá, Estados Unidos, Japón, Reino Unido o cualquiera de los países que conforman el espacio Schengen.

## Tarjeta de Viajes de Negocios ABTC
Los portadores de pasaportes de los siguientes países que poseen una Tarjeta de Viajes de Negocios ABTC (o APEC) con el código "Mex" en el reverso y válida para México pueden ingresar por motivos de negocios sin la necesidad de tramitar una visa con un periodo de estancia de hasta 90 días.
Las tarjetas son expedidas a los ciudadanos de:
| - Australia - Brunei Darussalam - Chile - China - Corea del Sur - Hong Kong - Filipinas - Indonesia - Japón | - Malasia - Nueva Zelanda - Papúa Nueva Guinea - Perú - Rusia - Singapur - Tailandia - Taiwán - Viet nam |

## Visa Electrónica
El Sistema de Autorización Electrónica (SAE) es un sistema en línea que permite a los ciudadanos de los siguientes países viajar por aire obteniendo una visa u autorización electrónica para viajar a México por turismo o negocios, sin acciones remuneradas y sin la necesidad de hacer el trámite en consulados o embajadas. Es válida por 30 días para una sola entrada y una estancia de hasta 180 días. Se hace notar que el SAE solo funciona para el ingreso aéreo, es necesario tramitar una visa si se busca ingresar al país por vías terrestres o marítimas, también si la aerolínea con la que viaja no participa en el esquema SAE será necesaria una visa.
Los países son:
- Rusia
- Turquía
- Ucrania

Desde el 11 de diciembre del 2022 a los ciudadanos de la República Federativa de Brasil se les permitía tramitar el SAE. A partir del 18 de agosto de 2022 la opción del SAE queda inhabilitado para los ciudadanos brasileños, ahora es necesario que los ciudadanos de este país tramiten una visa si desean viajar a México.

## Estampado de Sello Migratorio

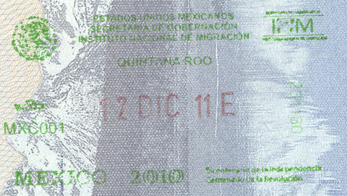
Estampado de admisión en el estado de Quintana Roo con fecha de 12 de diciembre del 2011